# Dreizahnblattnasen
Die Dreizahnblattnasen (Triaenops) sind eine Fledermausgattung in der Familie der Rundblattnasen (Hipposideridae).

## Merkmale
Die Arten erreichen eine Kopf-Rumpf-Länge von 35 bis 62 mm, eine Schwanzlänge von 20 bis 34 mm sowie ein Gewicht von 8 bis 15 g. Die Unterarme sind 45 bis 55 mm lang. Wie bei verschiedenen anderen Rundblattnasen hat das zentrale Nasenblatt die Form eines Dreizacks, d.h, der hinten (oben) liegende Teil ist dreieckig und hat an seinem oberen Rand drei speerartige Auswüchse. Das Nasenblatt ist von einer hufeisenförmigen Wölbung umgeben. Im Vergleich mit anderen Vertretern der Familie haben die Dreizahnblattnasen eine flachere Schnauze und eine deutlich größere Hörschnecke. Die Fellfarbe variiert, auch innerhalb einer Art, zwischen den Individuen. Es kommen braune, graue, rote und weiße Exemplare vor. Der Schwanz ist vollständig in das Uropatagium (der Flughaut zwischen den Beinen) eingebettet. Der Hirnschädel ist kaum höher als das Rostrum. Das Zwischenkieferbein (Praemaxillare) ist ungewöhnlich dick. Die Jochbögen sind zu einer breiten Platte erweitert. Die Zahnformel lautet: {\displaystyle {\frac {1.1.2.3}{2.1.2.3}}=30}.

## Arten
Folgende Arten zählen zur Gattung.
- Triaenops persicus Dobson, 1871; kommt im östlichen Afrika, vereinzelt am Golf von Guinea, auf der Arabischen Halbinsel sowie an den Küsten Irans und Pakistans vor.
- Afrikanische Dreizahnblattnase (Triaenops afer Peters, 1877); früher als Unterart von Triaenops persicus angesehen. Kommt in Ostafrika vor.
- Triaenops parvus Benda & Vallo, 2009; kommt im südöstlichen Jemen vor.
- Rötliche Dreizahn-Blattnase oder Madagaskar-Dreizahnblattnase (Triaenops menamena Goodman & Ranivo, 2009 (ehemals T. rufus)); ist im Westen Madagaskars endemisch.

Ursprünglich wurden T. furculus, T. auritus und T. pauliani (diese Art stellte ursprünglich den auf den Seychellen verbreiteten Zweig innerhalb von T. furculus dar, der aber 2008 als eigenständig anerkannt wurde) ebenfalls zu Triaenops gestellt. Eine Revision der Gattung im Jahr 2009 verschob sie aber in die nahe verwandte und neu aufgestellte Gattung Paratriaenops. Zudem wurde ebenfalls im Jahr 2009 die Art T. rufus, beschrieben von Alphonse Milne-Edwards 1881, aufgrund von Unklarheiten mit dem Typusmaterial in T. menamena umbenannt. Neben den vier heute lebenden Arten ist noch eine ausgestorbene bekannt:
- † Triaenops goodmani Samonds, 2007; von dieser Art wurden fossile Kieferreste auf Madagaskar gefunden. Sie hatte größere Backenzähne als alle anderen Vertreter der Gattung und war vermutlich allgemein größer.[9]

## Lebensweise
Die madagassischen Arten jagen vorwiegend in oder in der Nähe ursprünglicher Wälder. Sie ruhen in Höhlen, in Tunneln oder auf Felsklippen. Triaenops persicus nutzt zusätzlich Bäume oder Unterholz als Ruheplätze. Der Lebensraum dieser Art umfasst neben Wäldern andere Landschaften mit Bäumen sowie Savannen. Diese Fledermäuse bilden in Höhlen große Kolonien mit mehreren tausend Individuen. Gelegentlich werden Kolonien mit einer halbe Million Fledermäusen angetroffen. Weiterhin kommen gemischte Kolonien mit Geoffroys Dreizackblattnase (Asellia tridens), mit der Afrikanischen Schiebeschwanz-Fledermaus (Coleura afra) oder mit anderen Arten vor. Die Triaenops-Arten verlassen ihr Versteck zeitig am Abend. Sie fangen unterschiedliche Insekten und fliegen dicht über dem Grund.